# Deputati della III legislatura della Repubblica Italiana
Questo elenco riporta i nomi dei deputati della III legislatura della Repubblica Italiana dopo le elezioni politiche del 1958.

## Gruppi
| Gruppi                                     | Inizio | Fine |
| ------------------------------------------ | ------ | ---- |
| Democratico Cristiano ()                   | 273    | 275  |
| Comunista ()                               | 140    | 140  |
| Socialista ()                              | 84     | 86   |
| Movimento Sociale Italiano ()              | 24     | 25   |
| Partito Socialista Democratico Italiano () | 22     | 19   |
| Liberale ()                                | 17     | 23   |
| Partito Monarchico Popolare ()             | 14     | -    |
| Partito Nazionale Monarchico ()            | 11     | -    |
| Partito Democratico Italiano ()            | -      | 10   |
| Misto ()                                   | 11     | 15   |
| Totale                                     | 596    | 593  |

## Ufficio di presidenza

### Presidente
- Giovanni Leone (DC)

### Vicepresidenti
- Brunetto Bucciarelli-Ducci (DC)
- Paolo Rossi (PSDI)
- Ferdinando Targetti (PSI)
- Girolamo Li Causi (PCI)

### Questori
- Michele Marotta (DC)
- Alessandro Buttè (DC)
- Oreste Lizzadri (PSI)

### Segretari
- Francesco De Vita (Misto) (abbandona la carica il 2 giugno 1961)
- Gabriele Semeraro (DC) (abbandona la carica il 4 aprile 1960)
- Renzo Franzo (DC)
- Antonino Cuttitta (PNM)
- Mauro Tognoni (PCI)
- Severino Caveri (Misto)
- Giuseppina Re (PCI)
- Mario Marino Guadalupi (PSI)
- Lorenzo Biasutti (DC) (eletto il 12 maggio 1960)

## Composizione storica
| Deputato                        | Collegio   | Gruppo       |
| ------------------------------- | ---------- | ------------ |
| Gelasio Adamoli                 | Genova     | PCI          |
| Matteo Agosta                   | Catania    | DC           |
| Vittorio Aicardi                | Genova     | PSI          |
| Franco Aimi                     | Parma      | DC           |
| Adelio Albarello                | Verona     | PSI          |
| Giuseppe Alberganti             | Milano     | PCI          |
| Francesco Albertini             | Torino     | PSI          |
| Salvatore Aldisio               | Palermo    | DC           |
| Pio Alessandrini                | Como       | DC           |
| Mario Alicata                   | Catanzaro  | PCI          |
| Luigi Allegato                  | Bari       | PCI          |
| Giovanni Alliata di Montereale  | Palermo    | PMP          |
| Giorgio Almirante               | Roma       | MSI          |
| Giuseppe Alpino                 | Torino     | PLI          |
| Leonetto Amadei                 | Pisa       | PSI          |
| Aldo Amadeo                     | Genova     | DC           |
| Alfredo Amatucci                | Benevento  | DC           |
| Silvio Ambrosini                | Verona     | PCI          |
| Giorgio Amendola                | Napoli     | PCI          |
| Pietro Amendola                 | Benevento  | PCI          |
| Ferdinando Amiconi              | Campobasso | PCI          |
| Francesco Amodio                | Benevento  | DC           |
| Luigi Anderlini                 | Perugia    | PSI          |
| Biagio Andò                     | Catania    | PSI          |
| Giulio Andreotti                | Roma       | DC           |
| Samuele Andreucci               | Bologna    | DC           |
| Filippo Anfuso                  | Catania    | MSI          |
| Giuseppe Angelini               | Ancona     | PCI          |
| Ludovico Angelini               | Lecce      | PCI          |
| Paolo Angelino                  | Cuneo      | PSI          |
| Salvatore Angelo Gitti          | Brescia    | DC           |
| Mario Angelucci                 | Perugia    | PCI          |
| Giovanni Maria Angioy           | Cagliari   | MSI          |
| Luigi Angrisani                 | Benevento  | PSDI         |
| Dario Antoniozzi                | Catanzaro  | DC           |
| Giovanni Arenella               | Napoli     | PCI          |
| Egidio Ariosto                  | Brescia    | PSDI         |
| Arnaldo Armani                  | Udine      | DC           |
| Silvano Armaroli                | Bologna    | PSI          |
| Baldassare Armato               | Napoli     | DC           |
| Giuseppe Armosino               | Cuneo      | DC           |
| Mario Assennato                 | Bari       | PCI          |
| Walter Audisio                  | Cuneo      | PCI          |
| Giuseppe Avolio                 | Napoli     | PSI          |
| Pierino Azimonti                | Como       | DC           |
| Quirico Baccelli                | Pisa       | DC           |
| Maria Badaloni                  | Roma       | DC           |
| Vittorio Badini Confalonieri    | Cuneo      | PLI          |
| Vinicio Baldelli                | Perugia    | DC           |
| Carlo Baldi                     | Cuneo      | DC           |
| Renato Ballardini               | Trento     | PSI          |
| Elio Ballesi                    | Ancona     | DC           |
| Francesco Barbaccia             | Palermo    | DC           |
| Salvatore Barberi               | Catania    | PNM          |
| Paolo Barbi                     | Napoli     | DC           |
| Orazio Barbieri                 | Firenze    | PCI          |
| Giorgio Bardanzellu             | Cagliari   | PNM          |
| Vittorio Bardini                | Siena      | PCI          |
| Cesare Baroni                   | Mantova    | DC           |
| Anelito Barontini               | Genova     | PCI          |
| Ugo Bartesaghi                  | Milano     | PCI          |
| Attilio Bartole                 | Parma      | DC           |
| Luigi Barzini                   | Milano     | PLI          |
| Guido Basile                    | Catania    | PLI          |
| Lelio Basso                     | Milano     | PSI          |
| Giulio Battistini               | Pisa       | DC           |
| Ezio Beccastrini                | Siena      | PCI          |
| Adele Bei Ciufoli               | Ancona     | PCI          |
| Giuseppe Belotti                | Brescia    | DC           |
| Gino Beltrame                   | Udine      | PCI          |
| Cesare Bensi                    | Como       | PSI          |
| Mario Berlinguer                | Cagliari   | PSI          |
| Alcide Berloffa                 | Trento     | DC           |
| Mario Berry                     | Lecce      | DC           |
| Giovanni Bersani                | Bologna    | DC           |
| Pierantonino Berté              | Milano     | DC           |
| Virginio Bertinelli             | Como       | PSDI         |
| Luigi Bertoldi                  | Verona     | PSI          |
| Giuseppe Bettiol                | Verona     | DC           |
| Mario Bettoli                   | Udine      | PSI          |
| Nullo Biaggi                    | Brescia    | DC           |
| Francantonio Biaggi             | Brescia    | PLI          |
| Loris Biagioni                  | Pisa       | DC           |
| Fortunato Bianchi               | Milano     | DC           |
| Gerardo Bianchi                 | Firenze    | DC           |
| Michele Bianco                  | Potenza    | PCI          |
| Lorenzo Biasutti                | Udine      | DC           |
| Teodoro Bigi                    | Parma      | PCI          |
| Agostino Bignardi               | Bologna    | PLI          |
| Luigi Bima                      | Cuneo      | DC           |
| Fausto Bisantis                 | Catanzaro  | DC           |
| Giuseppe Bogoni                 | Lecce      | PSI          |
| Arrigo Boldrini                 | Bologna    | PCI          |
| Bartolomeo Bolla                | Genova     | DC           |
| Giacomo Bologna                 | Trieste    | DC           |
| Corrado Bonfantini              | Torino     | PSDI         |
| Uberto Bonino                   | Catania    | PMP          |
| Paolo Bonomi                    | Roma       | DC           |
| Margherita Bontade              | Palermo    | DC           |
| Gina Borellini                  | Parma      | PCI          |
| Gianguido Borghese              | Bologna    | PSI          |
| Quirino Borin                   | Verona     | DC           |
| Giovanni Bottonelli             | Bologna    | PCI          |
| Giovanni Bovetti                | Torino     | DC           |
| Aldo Bozzi                      | Roma       | PLI          |
| Uberto Breganze                 | Verona     | DC           |
| Giuseppe Brighenti              | Brescia    | PCI          |
| Giacomo Brodolini               | Ancona     | PSI          |
| Giuseppe Brusasca               | Cuneo      | DC           |
| Pietro Bucalossi                | Milano     | PSDI         |
| Brunetto Bucciarelli-Ducci      | Siena      | DC           |
| Giuseppe Bufardeci              | Catania    | PCI          |
| Pietro Buffone                  | Catanzaro  | DC           |
| Franco Busetto                  | Verona     | PCI          |
| Alessandro Buttè                | Milano     | DC           |
| Aldo Buzzelli                   | Milano     | PCI          |
| Primo Buzzetti                  | Como       | DC           |
| Carlo Buzzi                     | Parma      | DC           |
| Francesco Cacciatore            | Benevento  | PSI          |
| Edmondo Caccuri                 | Bari       | DC           |
| Raffaele Cafiero                | Napoli     | PMP          |
| Italo Giulio Caiati             | Lecce      | DC           |
| Luigi Caiazza                   | Firenze    | DC           |
| Giuseppe Calabrò                | Catania    | MSI          |
| Antonino Calamo                 | Palermo    | PSI          |
| Giuseppe Calasso                | Lecce      | PCI          |
| Marino Calvaresi                | Ancona     | PCI          |
| Ettore Calvi                    | Milano     | DC           |
| Ludovico Camangi                | Roma       | Misto (PRI)  |
| Alessandro Canestrari           | Verona     | DC           |
| Roberto Cantalupo               | Roma       | PNM          |
| Alfio Caponi                    | Perugia    | PCI          |
| Renato Cappugi                  | Firenze    | DC           |
| Massimo Caprara                 | Napoli     | PCI          |
| Antonio Capua                   | Catanzaro  | PLI          |
| Giulio Caradonna                | Roma       | MSI          |
| Antonio Carcaterra              | Bari       | DC           |
| Vittorino Carra                 | Parma      | DC           |
| Alarico Carrassi                | Perugia    | PCI          |
| Aldo Casalinuovo                | Catanzaro  | PMP          |
| Vincenzo Casati                 | Verona     | DC           |
| Gennaro Cassiani                | Catanzaro  | DC           |
| Luigi Castagno                  | Torino     | PSI          |
| Edgardo Castelli                | Milano     | DC           |
| Albertino Castellucci           | Ancona     | DC           |
| Venerio Cattani                 | Bologna    | PSI          |
| Stefano Cavaliere               | Bari       | PNM          |
| Severino Cavazzini              | Verona     | PCI          |
| Severino Caveri                 | Aosta      | Misto (UV)   |
| Vittorio Cecati                 | Perugia    | PSI          |
| Guido Ceccherini                | Udine      | PSDI         |
| Onorio Cengarle                 | Verona     | DC           |
| Domenico Ceravolo               | Verona     | PSI          |
| Mario Ceravolo                  | Catanzaro  | DC           |
| Giulio Cerreti                  | Firenze    | PCI          |
| Alfonso Cerreti                 | Catania    | DC           |
| Vittorio Cervone                | Roma       | DC           |
| Marcello Chiatante              | Lecce      | DC           |
| Claudio Cianca                  | Roma       | PCI          |
| Carlo Cibotto                   | Verona     | DC           |
| Maria Lisa Cinciari Rodano      | Roma       | PCI          |
| Amerigo Clocchiatti             | Parma      | PCI          |
| Maria Giulia Cocco              | Cagliari   | DC           |
| Giuseppe Codacci Pisanelli      | Lecce      | DC           |
| Tristano Codignola              | Firenze    | PSI          |
| Domenico Colasanto              | Napoli     | DC           |
| Francesco Colitto               | Campobasso | PLI          |
| Aurelio Colleoni                | Brescia    | DC           |
| Arnaldo Colleselli              | Udine      | DC           |
| Arturo Colombi                  | Bologna    | PCI          |
| Vittorino Colombo               | Milano     | DC           |
| Renato Colombo                  | Mantova    | PSI          |
| Emilio Colombo                  | Potenza    | DC           |
| Federico Comandini              | Roma       | PSI          |
| Angelo Compagnoni               | Roma       | PCI          |
| Franco Concas                   | Venezia    | PSI          |
| Elisabetta Conci                | Trento     | DC           |
| Luigi Conte                     | Bari       | PCI          |
| Giacomo Corona                  | Udine      | DC           |
| Achille Corona                  | Ancona     | PSI          |
| Giuseppe Cortese                | Napoli     | DC           |
| Guido Cortese                   | Napoli     | PLI          |
| Francesco Cossiga               | Cagliari   | DC           |
| Mario Cotellessa                | L'Aquila   | DC           |
| Alfredo Covelli                 | Benevento  | PNM          |
| Antonio Cremisini               | Milano     | PMP          |
| Achille Cruciani                | Perugia    | MSI          |
| Alfredo Cucco                   | Palermo    | MSI          |
| Aurelio Curti                   | Torino     | DC           |
| Ivano Curti                     | Parma      | PSI          |
| Antonino Cuttitta               | Palermo    | PNM          |
| Maria Pia Dal Canton            | Venezia    | DC           |
| Luciano Dal Falco               | Verona     | DC           |
| Ferdinando D'Ambrosio           | Napoli     | DC           |
| Cesare Dami                     | Firenze    | PCI          |
| Antonio Daniele                 | Lecce      | PNM          |
| Antonino Dante                  | Catania    | DC           |
| Bernardo D'Arezzo               | Benevento  | DC           |
| Raffaele De Caro                | Benevento  | PLI          |
| Danilo De' Cocci                | Ancona     | DC           |
| Raffaele De Grada               | Milano     | PCI          |
| Anna De Lauro Matera            | Bari       | PSI          |
| Donato De Leonardis             | Bari       | DC           |
| Beniamino De Maria              | Lecce      | DC           |
| Augusto De Marsanich            | Roma       | MSI          |
| Francesco De Martino            | Napoli     | PSI          |
| Carmine De Martino              | Benevento  | DC           |
| Gustavo De Meo                  | Bari       | DC           |
| Ferruccio De Michieli Vitturi   | Udine      | MSI          |
| Maria De Unterrichter Jervolino | Benevento  | DC           |
| Francesco De Vita               | Palermo    | Misto (PRI)  |
| Michele De Capua                | Bari       | DC           |
| Renato Degli Esposti            | Bologna    | PCI          |
| Cesare Degli Occhi              | Milano     | PNM          |
| Ernesto Del Giudice             | Palermo    | DC           |
| Rinaldo Del Bo                  | Milano     | DC           |
| Raffaele Delfino                | L'Aquila   | MSI          |
| Umberto Delle Fave              | Ancona     | DC           |
| Fernando De Marzi               | Verona     | DC           |
| Ernesto De Marzio               | Bari       | MSI          |
| Luciano De Pascalis             | Milano     | PSI          |
| Pancrazio De Pasquale           | Catania    | PCI          |
| Antonio De Vito                 | Benevento  | MSI          |
| Salvatore Di Benedetto          | Palermo    | PCI          |
| Natalino Di Giannantonio        | L'Aquila   | DC           |
| Raffaele Di Nardo               | Napoli     | PSI          |
| Luigi Di Paolantonio            | L'Aquila   | PCI          |
| Laura Diaz                      | Pisa       | PCI          |
| Gaetano Di Leo                  | Palermo    | DC           |
| Francesco Maria Dominedò        | Roma       | DC           |
| Carlo Donat-Cattin              | Torino     | DC           |
| Edoardo D'Onofrio               | Roma       | PCI          |
| Mario Dosi                      | Milano     | DC           |
| Luigi Durand de la Penne        | Genova     | DC           |
| Toni Ebner                      | Trento     | Misto (PPST) |
| Giovanni Elkan                  | Bologna    | DC           |
| Giuseppe Ermini                 | Perugia    | DC           |
| Riccardo Fabbri                 | Roma       | PSI          |
| Virgilio Failla                 | Catania    | PCI          |
| Guido Faletra                   | Palermo    | PCI          |
| Cesare Augusto Fanelli          | Roma       | DC           |
| Amintore Fanfani                | Siena      | DC           |
| Vannuccio Faralli               | Genova     | PSI          |
| Nicola Fasano                   | Napoli     | PCI          |
| Alberto Ferioli                 | Parma      | PLI          |
| Domenico Ferrara                | Napoli     | DC           |
| Mario Ferrari Aggradi           | Venezia    | DC           |
| Pierino Luigi Ferrari           | Torino     | PNM          |
| Giovanni Ferrari                | Milano     | DC           |
| Francesco Ferrari               | Verona     | PCI          |
| Mauro Ferri                     | Siena      | PSI          |
| Adolfo Fiumanò                  | Catanzaro  | PCI          |
| Vittorio Foa                    | Torino     | PSI          |
| Salvatore Foderaro              | Catanzaro  | DC           |
| Enrico Fogliazza                | Mantova    | PCI          |
| Alberto Folchi                  | Roma       | DC           |
| Arnaldo Forlani                 | Ancona     | DC           |
| Matteo Fornale                  | Verona     | DC           |
| Nicola Foschini                 | Napoli     | PMP          |
| Giuseppe Fracassi               | L'Aquila   | DC           |
| Carlo Francavilla               | Bari       | PCI          |
| Francesco Franceschini          | Venezia    | DC           |
| Raffaele Franco                 | Udine      | PCI          |
| Pasquale Franco                 | Potenza    | PSI          |
| Renzo Franzo                    | Torino     | DC           |
| Luigi Frunzio                   | Napoli     | DC           |
| Leandro Fusaro                  | Udine      | DC           |
| Vincenzo Gagliardi              | Venezia    | DC           |
| Luigi Michele Galli             | Como       | DC           |
| Remo Gaspari                    | L'Aquila   | DC           |
| Eugenio Gatto                   | Venezia    | DC           |
| Vincenzo Gatto                  | Catania    | PSI          |
| Matteo Gaudioso                 | Catania    | PSI          |
| Riccardo Gefter Wondrich        | Trieste    | MSI          |
| Erisia Gennai Tonietti          | Milano     | DC           |
| Giuseppe Gerbino                | Catania    | DC           |
| Pietro Germani                  | Roma       | DC           |
| Guglielmo Ghislandi             | Brescia    | PSI          |
| Luigi Giglia                    | Palermo    | DC           |
| Giovanni Gioia                  | Palermo    | DC           |
| Antonio Giolitti                | Cuneo      | PSI          |
| Vittorio Giorgi                 | L'Aquila   | PCI          |
| Mario Gomez d'Ayala             | Napoli     | PCI          |
| Giuseppe Gonella                | Genova     | MSI          |
| Guido Gonella                   | Verona     | DC           |
| Dante Gorreri                   | Parma      | PCI          |
| Ermanno Gorrieri                | Parma      | DC           |
| Angela Gotelli                  | Genova     | DC           |
| Feliciano Granati               | Benevento  | PCI          |
| Anna Nicolosi Grasso            | Palermo    | PCI          |
| Dante Graziosi                  | Torino     | DC           |
| Antonio Greppi                  | Milano     | PSI          |
| Luigi Grezzi                    | Potenza    | PCI          |
| Pietro Grifone                  | Benevento  | PCI          |
| Giovanni Grilli                 | Como       | PCI          |
| Antonio Grilli                  | Ancona     | MSI          |
| Mario Marino Guadalupi          | Lecce      | PSI          |
| Filippo Guerrieri               | Genova     | DC           |
| Emanuele Guerrieri              | Catania    | DC           |
| Luigi Gui                       | Verona     | DC           |
| Alberto Guidi                   | Perugia    | PCI          |
| Fausto Gullo                    | Catanzaro  | PCI          |
| Antonino Gullotti               | Catania    | DC           |
| Renzo Helfer                    | Trento     | DC           |
| Pietro Ingrao                   | Roma       | PCI          |
| Gabriele Invernizzi             | Como       | PCI          |
| Leonilde Iotti                  | Bologna    | PCI          |
| Attilio Iozzelli                | Roma       | DC           |
| Lorenzo Isgrò                   | Cagliari   | DC           |
| Alberto Jacometti               | Torino     | PSI          |
| Federico Kuntze                 | Bari       | PCI          |
| Girolamo La Penna               | Campobasso | DC           |
| Renzo Laconi                    | Cagliari   | PCI          |
| Davide Lajolo                   | Milano     | PCI          |
| Luciano Lama                    | Bologna    | PCI          |
| Ugo La Malfa                    | Bologna    | Misto (PRI)  |
| Angelo Landi                    | Genova     | PSI          |
| Giorgio La Pira                 | Firenze    | DC           |
| Domenico Larussa                | Catanzaro  | DC           |
| Vito Lattanzio                  | Bari       | DC           |
| Achille Lauro                   | Roma       | PMP          |
| Gioacchino Lauro                | Napoli     | PMP          |
| Domenico Leccisi                | Verona     | MSI          |
| Stefano Lenoci                  | Bari       | PSI          |
| Francesco Leone                 | Torino     | PCI          |
| Giovanni Leone                  | Napoli     | DC           |
| Raffaele Leone                  | Lecce      | DC           |
| Girolamo Li Causi               | Palermo    | PCI          |
| Fausto Maria Liberatore         | Pisa       | PCI          |
| Dino Limoni                     | Verona     | DC           |
| Oreste Lizzadri                 | Roma       | PSI          |
| Riccardo Lombardi               | Milano     | PSI          |
| Giovanni Lombardi               | Mantova    | DC           |
| Ruggero Lombardi                | Venezia    | DC           |
| Luigi Longo                     | Milano     | PCI          |
| Tarcisio Longoni                | Milano     | DC           |
| Primo Lucchesi                  | Pisa       | DC           |
| Orlando Lucchi                  | Trento     | PSDI         |
| Roberto Lucifero d'Aprigliano   | Catanzaro  | PNM          |
| Roberto Lucifredi               | Genova     | DC           |
| Giuseppe Lupis                  | Catania    | PSDI         |
| Lucio Mario Luzzatto            | Venezia    | PSI          |
| Cino Macrelli                   | Bologna    | Misto (PRI)  |
| Clemente Maglietta              | Napoli     | PCI          |
| Otello Magnani                  | Bologna    | PSI          |
| Michele Magno                   | Bari       | PCI          |
| Domenico Magrì                  | Catania    | DC           |
| Giovanni Malagodi               | Milano     | PLI          |
| Alcide Malagugini               | Milano     | PSI          |
| Franco Maria Malfatti           | Perugia    | DC           |
| Giacomo Mancini                 | Catanzaro  | PSI          |
| Clemente Manco                  | Lecce      | MSI          |
| Salvatore Mannironi             | Cagliari   | DC           |
| Raimondo Manzini                | Bologna    | DC           |
| Vittorio Marangone              | Udine      | PSI          |
| Ugo Marchesi                    | Venezia    | PCI          |
| Pasquale Marconi                | Parma      | DC           |
| Francesco Marenghi              | Parma      | DC           |
| Nello Mariani                   | L'Aquila   | PSI          |
| Salvatore Mariconda             | Benevento  | PCI          |
| Giuseppe Mario Boidi            | Ancona     | DC           |
| Vincenzo Marotta                | Lecce      | DC           |
| Michele Marotta                 | Potenza    | DC           |
| Michele Martina                 | Udine      | DC           |
| Mario Martinelli                | Como       | DC           |
| Edoardo Martino                 | Cuneo      | DC           |
| Gaetano Martino                 | Catania    | PLI          |
| Anselmo Martoni                 | Bologna    | PSDI         |
| Vittorio Emanuele Marzotto      | Verona     | PLI          |
| Bernardo Mattarella             | Palermo    | DC           |
| Gino Mattarelli                 | Bologna    | DC           |
| Giancarlo Matteotti             | Verona     | PSDI         |
| Matteo Matteotti                | Venezia    | PSDI         |
| Antonio Maxia                   | Cagliari   | DC           |
| Crescenzo Mazza                 | Napoli     | DC           |
| Guido Mazzali                   | Milano     | PSI          |
| Guido Mazzoni                   | Firenze    | PCI          |
| Alessandro Menchinelli          | Pisa       | PSI          |
| Claudio Merenda                 | Potenza    | DC           |
| Angelina Merlin                 | Verona     | PSI          |
| Silvio Messinetti               | Catanzaro  | PCI          |
| Gennaro Miceli                  | Catanzaro  | PCI          |
| Filippo Micheli                 | Perugia    | DC           |
| Arturo Michelini                | Roma       | MSI          |
| Giovanni Battista Migliori      | Milano     | DC           |
| Rocco Minasi                    | Catanzaro  | PSI          |
| Angiola Minella                 | Genova     | PCI          |
| Riccardo Misasi                 | Catanzaro  | DC           |
| Vincenzo Misefari               | Catanzaro  | PCI          |
| Karl Mitterdorfer               | Trento     | Misto (PPST) |
| Francesco Mogliacci             | Palermo    | PSI          |
| Armando Monasterio              | Lecce      | PCI          |
| Silvano Montanari               | Mantova    | PCI          |
| Otello Montanari                | Parma      | PCI          |
| Vittorino Monte                 | Campobasso | DC           |
| Lodovico Montini                | Brescia    | DC           |
| Aldo Moro                       | Bari       | DC           |
| Cino Moscatelli                 | Torino     | PCI          |
| Giuseppe Muscariello            | Napoli     | PMP          |
| Francesco Musotto               | Palermo    | PSI          |
| Nicola Musto                    | Bari       | PCI          |
| Rino Nanni                      | Bologna    | PCI          |
| Otello Nannuzzi                 | Roma       | PCI          |
| Francesco Napolitano            | Napoli     | DC           |
| Giorgio Napolitano              | Napoli     | PCI          |
| Lorenzo Natali                  | L'Aquila   | DC           |
| Aldo Natoli                     | Roma       | PCI          |
| Alessandro Natta                | Genova     | PCI          |
| Celeste Negarville              | Torino     | PCI          |
| Andrea Negrari                  | Pisa       | DC           |
| Zaccaria Negroni                | Roma       | DC           |
| Pietro Nenni                    | Milano     | PSI          |
| Italo Nicoletto                 | Brescia    | PCI          |
| Angelo Nicosia                  | Palermo    | MSI          |
| Agostino Novella                | Genova     | PCI          |
| Guglielmo Nucci                 | Catanzaro  | DC           |
| Adriano Olivetti                | Torino     | Misto (MC)   |
| Edoardo Origlia                 | Milano     | DC           |
| Flavio Orlandi                  | Ancona     | PSDI         |
| Mario Ottieri                   | Napoli     | PMP          |
| Randolfo Pacciardi              | Pisa       | Misto (PRI)  |
| Gian Carlo Pajetta              | Mantova    | PCI          |
| Giuliano Pajetta                | Bologna    | PCI          |
| Giovanni Palazzolo              | Palermo    | PLI          |
| Luciano Paolicchi               | Pisa       | PSI          |
| Silvio Paolucci                 | L'Aquila   | PSI          |
| Raffaele Paolucci               | L'Aquila   | PNM          |
| Luigi Passoni                   | Brescia    | PSI          |
| Giulio Pastore                  | Torino     | DC           |
| Narciso Patrini                 | Mantova    | DC           |
| Agostino Pavan                  | Venezia    | DC           |
| Mario Pedini                    | Brescia    | DC           |
| Giuseppe Pella                  | Torino     | DC           |
| Giuseppe Pellegrino             | Palermo    | PCI          |
| Dino Penazzato                  | Roma       | DC           |
| Erminio Pennacchini             | Roma       | DC           |
| Valentino Perdonà               | Verona     | DC           |
| Sandro Pertini                  | Genova     | PSI          |
| Giovanni Petrucci               | Palermo    | DC           |
| Francesco Pezzino               | Catania    | PCI          |
| Flaminio Piccoli                | Trento     | DC           |
| Giovanni Pieraccini             | Firenze    | PSI          |
| Renzo Pigni                     | Como       | PSI          |
| Gonario Pinna                   | Cagliari   | PSI          |
| Antonino Pino                   | Catania    | PCI          |
| Mariano Pintus                  | Cagliari   | DC           |
| Ignazio Pirastu                 | Cagliari   | PCI          |
| Giovanni Battista Pitzalis      | Cagliari   | DC           |
| Luigi Polano                    | Cagliari   | PCI          |
| Roberto Prearo                  | Verona     | DC           |
| Luigi Preti                     | Bologna    | PSDI         |
| Costantino Preziosi             | Benevento  | PSI          |
| Olindo Preziosi                 | Benevento  | PMP          |
| Francesco Principe              | Catanzaro  | PSI          |
| Anselmo Pucci                   | Pisa       | PCI          |
| Ernesto Pucci                   | Catanzaro  | DC           |
| Vittorio Pugliese               | Catanzaro  | DC           |
| Renato Quintieri                | Roma       | DC           |
| Luciano Radi                    | Perugia    | DC           |
| Leonello Raffaelli              | Pisa       | PCI          |
| Leandro Rampa                   | Brescia    | DC           |
| Giuseppe Rapelli                | Torino     | DC           |
| Riccardo Ravagnan               | Venezia    | PCI          |
| Giuseppina Re                   | Milano     | PCI          |
| Oronzo Reale                    | Ancona     | Misto (PRI)  |
| Giuseppe Reale                  | Catanzaro  | DC           |
| Carlo Repossi                   | Como       | DC           |
| Raffaele Resta                  | Bari       | DC           |
| Franco Restivo                  | Palermo    | DC           |
| Carlo Ricca                     | Mantova    | PSI          |
| Stefano Riccio                  | Napoli     | DC           |
| Camillo Ripamonti               | Milano     | DC           |
| Vincenzo Rivera                 | L'Aquila   | PMP          |
| Roland Riz                      | Trento     | Misto (PPST) |
| Giovanni Roberti                | Napoli     | MSI          |
| Ercole Rocchetti                | L'Aquila   | DC           |
| Mario Roffi                     | Bologna    | PCI          |
| Luciano Romagnoli               | Parma      | PCI          |
| Giuseppe Romanato               | Verona     | DC           |
| Bruno Romano                    | Napoli     | PMP          |
| Bartolomeo Romano               | Palermo    | DC           |
| Antonio Romeo                   | Lecce      | PCI          |
| Pier Luigi Romita               | Cuneo      | PSDI         |
| Pino Romualdi                   | Bologna    | MSI          |
| Enrico Roselli                  | Brescia    | DC           |
| Paolo Rossi                     | Genova     | PSDI         |
| Paolo Mario Rossi               | Pisa       | PCI          |
| Maria Maddalena Rossi           | Siena      | PCI          |
| Leopoldo Rubinacci              | Napoli     | DC           |
| Mariano Rumor                   | Verona     | DC           |
| Raffaello Russo Spena           | Napoli     | DC           |
| Carlo Russo                     | Genova     | DC           |
| Vincenzo Russo                  | Bari       | DC           |
| Salvatore Russo                 | Catania    | PCI          |
| Armando Sabatini                | Cuneo      | DC           |
| Angelo Salizzoni                | Bologna    | DC           |
| Raffaello Salutari              | Catania    | DC           |
| Remo Sammartino                 | Campobasso | DC           |
| Vincenzo Sangalli               | Milano     | DC           |
| Umberto Sannicolò               | Venezia    | PCI          |
| Enzo Santarelli                 | Ancona     | PCI          |
| Ezio Santarelli                 | Ancona     | PCI          |
| Fernando Santi                  | Parma      | PSI          |
| Giuseppe Saragat                | Roma       | PSDI         |
| Adolfo Sarti                    | Cuneo      | DC           |
| Domenico Sartor                 | Venezia    | DC           |
| Emanuela Savio                  | Torino     | DC           |
| Gianni Savoldi                  | Brescia    | PSI          |
| Giovanni Battista Scaglia       | Brescia    | DC           |
| Oscar Luigi Scalfaro            | Torino     | DC           |
| Vito Scalia                     | Catania    | DC           |
| Carlo Scarascia Mugnozza        | Lecce      | DC           |
| Vincenzo Scarlato               | Benevento  | DC           |
| Vito Scarongella                | Bari       | PSI          |
| Sergio Scarpa                   | Torino     | PCI          |
| Mario Scelba                    | Catania    | DC           |
| Pasquale Schiano                | Napoli     | PSDI         |
| Fernando Schiavetti             | Ancona     | PSI          |
| Primo Schiavon                  | Venezia    | DC           |
| Guglielmo Schiratti             | Udine      | DC           |
| Narciso Sciolis                 | Trieste    | DC           |
| Raffaele Sciorilli Borrelli     | L'Aquila   | PCI          |
| Francesco Scotti                | Milano     | PCI          |
| Guido Secreto                   | Torino     | PSDI         |
| Giacomo Sedati                  | Campobasso | DC           |
| Antonio Segni                   | Cagliari   | DC           |
| Gabriele Semeraro               | Lecce      | DC           |
| Adriano Seroni                  | Firenze    | PCI          |
| Franco Servello                 | Milano     | MSI          |
| Renzo Silvestri                 | Roma       | PCI          |
| Marcello Simonacci              | Roma       | DC           |
| Alberto Simonini                | Parma      | PSDI         |
| Giuseppe Sinesio                | Palermo    | DC           |
| Giovanni Sodano                 | Cuneo      | DC           |
| Francesco Soliano               | Milano     | PCI          |
| Tommaso Sorgi                   | L'Aquila   | DC           |
| Odo Spadazzi                    | Potenza    | PMP          |
| Enrico Spadola                  | Catania    | DC           |
| Giulio Spallone                 | L'Aquila   | PCI          |
| Giuseppe Spataro                | L'Aquila   | DC           |
| Giuseppe Speciale               | Palermo    | PCI          |
| Pietro Sponziello               | Lecce      | MSI          |
| Albino Ottavio Stella           | Torino     | DC           |
| Ferdinando Storchi              | Verona     | DC           |
| Bruno Storti                    | Roma       | DC           |
| Fiorentino Sullo                | Benevento  | DC           |
| Egidio Sulotto                  | Torino     | PCI          |
| Fernando Tambroni Armaroli      | Ancona     | DC           |
| Michele Tantalo                 | Potenza    | DC           |
| Ferdinando Targetti             | Siena      | PSI          |
| Paolo Emilio Taviani            | Genova     | DC           |
| Giuseppe Terragni               | Como       | DC           |
| Corrado Terranova               | Catania    | DC           |
| Alfonso Tesauro                 | Benevento  | DC           |
| Vittoria Titomanlio             | Napoli     | DC           |
| Palmiro Togliatti               | Roma       | PCI          |
| Giulio Bruno Togni              | Brescia    | DC           |
| Giuseppe Togni                  | Pisa       | DC           |
| Mauro Tognoni                   | Siena      | PCI          |
| Giovanni Tonetti                | Venezia    | PSI          |
| Mario Toros                     | Udine      | DC           |
| Renato Tozzi Condivi            | Ancona     | DC           |
| Attilio Trebbi                  | Parma      | PCI          |
| Roberto Tremelloni              | Milano     | PSDI         |
| Antonino Tripodi                | Catanzaro  | MSI          |
| Michele Troisi                  | Bari       | DC           |
| Mariano Trombetta               | Genova     | PLI          |
| Ferdinando Truzzi               | Mantova    | DC           |
| Francesco Turnaturi             | Catania    | DC           |
| Ferdinando Vacchetta            | Torino     | PCI          |
| Mario Valiante                  | Benevento  | DC           |
| Dario Valori                    | Perugia    | PSI          |
| Athos Valsecchi                 | Como       | DC           |
| Tullio Vecchietti               | Roma       | PSI          |
| Giuseppe Vedovato               | Firenze    | DC           |
| Aldo Venturini                  | Roma       | PSI          |
| Giuseppe Veronesi               | Trento     | DC           |
| Giorgio Vestri                  | Firenze    | PCI          |
| Mario Vetrone                   | Benevento  | DC           |
| Ambrogio Viale                  | Genova     | DC           |
| Rodolfo Vicentini               | Brescia    | DC           |
| Vittorio Vidali                 | Trieste    | PCI          |
| Ezio Vigorelli                  | Milano     | PSDI         |
| Giovanni Oreste Villa           | Cuneo      | PCI          |
| Ruggero Villa                   | Roma       | DC           |
| Sebastiano Vincelli             | Catanzaro  | DC           |
| Arturo Viviani                  | Siena      | DC           |
| Luciana Viviani                 | Napoli     | PCI          |
| Casimiro Vizzini                | Palermo    | PSDI         |
| Calogero Volpe                  | Palermo    | DC           |
| Benigno Zaccagnini              | Bologna    | DC           |
| Amos Zanibelli                  | Mantova    | DC           |
| Franco Zappa                    | Como       | PSI          |
| Antonio Zoboli                  | Bologna    | PCI          |
| Faustino Zugno                  | Brescia    | DC           |
| Umberto Zurlini                 | Parma      | PSI          |

## Deputati surroganti proclamati eletti ad inizio legislatura
Di seguito i deputati proclamati eletti in surrogazione dei candidati plurieletti.
| Lista  | Eletto surrogato             | Opzione   | Subentrante                 | Collegio |
| ------ | ---------------------------- | --------- | --------------------------- | -------- |
| PCI    | Mario Alicata                | Catanzaro | Antonio Romeo               | Lecce    |
| PCI    | Giorgio Amendola             | Napoli    | Raffaele Sciorilli Borrelli | L'Aquila |
| PCI    | Ugo Bartesaghi               | Milano    | Giovanni Grilli             | Como     |
| PCI    | Ilio Bosi                    | Senato    | Rino Nanni                  | Bologna  |
| PNM    | Alfredo Covelli              | Benevento | Roberto Cantalupo           | Roma     |
| PCI    | Oreste Gelmini               | Senato    | Attilio Trebbi              | Parma    |
| PCI    | Giovanni Battista Gianquinto | Senato    | Umberto Sannicolò           | Venezia  |
| PCI    | Pietro Ingrao                | Roma      | Alarico Carrassi            | Perugia  |
| PMP    | Achille Lauro                | Roma      | Antonio Cremisini           | Milano   |
| PMP    | Achille Lauro                | Roma      | Bruno Romano                | Napoli   |
| PCI    | Girolamo Li Causi            | Palermo   | Salvatore Russo             | Catania  |
| PCI    | Luigi Longo                  | Milano    | Giovanni Villa              | Cuneo    |
| PSI    | Emilio Lussu                 | Senato    | Gonario Pinna               | Cagliari |
| PSI    | Domenico Macaggi             | Senato    | Angelo Landi                | Genova   |
| PSDI   | Gian Matteo Matteotti        | Venezia   | Orlando Lucchi              | Trento   |
| PCI    | Enrico Minio                 | Senato    | Claudio Cianca              | Roma     |
| PSI    | Alceo Negri                  | Senato    | Carlo Ricca                 | Mantova  |
| PSI    | Pietro Nenni                 | Milano    | Federico Comandini          | Roma     |
| PSI    | Pietro Nenni                 | Milano    | Antonino Calamo             | Palermo  |
| PRI-PR | Randolfo Pacciardi           | Pisa      | Ludovico Camangi            | Roma     |
| PCI    | Gian Carlo Pajetta           | Mantova   | Raffaele De Grada           | Milano   |
| PCI    | Gian Carlo Pajetta           | Mantova   | Giuseppe Brighenti          | Brescia  |
| PSI    | Giuseppe Papalia             | Senato    | Vito Scarongella            | Bari     |
| PCI    | Giacomo Pellegrini           | Senato    | Raffaele Franco             | Udine    |
| MSI    | Pino Romualdi                | Bologna   | Augusto De Marsanich        | Roma     |
| PSI    | Luigi Renato Sansone         | Senato    | Giuseppe Avolio             | Napoli   |
| PSDI   | Giuseppe Saragat             | Roma      | Corrado Bonfantini          | Torino   |
| PSDI   | Giuseppe Saragat             | Roma      | Roberto Tremelloni          | Milano   |
| PCI    | Mauro Scoccimarro            | Senato    | Francesco Ferrari           | Verona   |
| PCI    | Mauro Scoccimarro            | Senato    | Riccardo Ravagnan           | Venezia  |
| PCI    | Pietro Secchia               | Senato    | Sergio Scarpa               | Torino   |
| PCI    | Emilio Sereni                | Senato    | Ezio Santarelli             | Ancona   |
| PSI    | Fermo Solari                 | Senato    | Mario Bettoli               | Udine    |
| PSI    | Ferdinando Targetti          | Siena     | Tristano Codignola          | Firenze  |
| PCI    | Umberto Terracini            | Senato    | Adriano Seroni              | Firenze  |
| PCI    | Umberto Terracini            | Senato    | Laura Diaz                  | Pisa     |
| PCI    | Palmiro Togliatti            | Roma      | Ferdinando Vacchetta        | Torino   |
| PCI    | Palmiro Togliatti            | Roma      | Leonardantonio Sforza       | Bari     |
| PCI    | Pietro Ludovico Vergani      | Senato    | Carlo Venegoni              | Milano   |

1. ↑  In seguito all'ulteriore opzione di Francesco Scotti per il Senato

## Modifiche intervenute

### Modifiche intervenute nella composizione dell'assemblea
| Uscente                    | Entrante               | Lista | Collegio  | Causa                 | Data cessazione | Data subentro |
| -------------------------- | ---------------------- | ----- | --------- | --------------------- | --------------- | ------------- |
| Raffaele Paolucci          | Domenico Di Luzio      | PNM   | L'Aquila  | Decesso               | 04.09.1958      | 18.09.1958    |
| Raffaele Cafiero           | Raffaele Chiarolanza   | PMP   | Napoli    | Decesso               | 10.07.1959      | 16.07.1959    |
| Celeste Negarville         | Domenico Coggiola      | PCI   | Torino    | Decesso               | 18.07.1959      | 23.07.1959    |
| Edmondo Caccuri            | Enrico Alba            | DC    | Bari      | Decesso               | 13.08.1959      | 08.10.1959    |
| Adriano Olivetti           | Franco Ferrarotti      | MC    | Torino    | Dimissioni            | 05.11.1959      | 12.11.1959    |
| Albino Ottavio Stella      | Silvio Mello Grand     | DC    | Torino    | Decesso               | 06.02.1960      | 11.02.1960    |
| Raimondo Manzini           | Giuseppe Babbi         | DC    | Bologna   | Dimissioni            | 04.04.1960      | 06.04.1960    |
| Alberto Simonini           | Giuseppe Amadei        | PSDI  | Parma     | Decesso               | 06.07.1960      | 12.07.1960    |
| Nicola Fasano              | Vincenzo Raucci        | PCI   | Napoli    | Decesso               | 28.11.1960      | 01.12.1960    |
| Guido Mazzali              | Flavio Albizzati       | PSI   | Milano    | Decesso               | 24.12.1960      | 18.01.1961    |
| Nicola Musto               | Ada Del Vecchio Guelfi | PCI   | Bari      | Decesso               | 05.04.1961      | 13.04.1961    |
| Achille Lauro              | Giovanni Messe         | PMP   | Roma      | Dimissioni            | 11.04.1961      | 13.04.1961    |
| Giorgio La Pira            | Giuseppe Anzilotti     | DC    | Firenze   | Dimissioni            | 18.04.1961      | 21.04.1961    |
| Francesco De Vita          | Salvatore Sanfilippo   | PRI   | Palermo   | Decesso               | 02.06.1961      | 08.06.1961    |
| Raffaele De Caro           | Gennaro Papa           | PLI   | Benevento | Decesso               | 04.06.1961      | 08.06.1961    |
| Biagio Andò                | Maria Alessi Catalano  | PSI   | Catania   | Decesso               | 06.06.1961      | 08.06.1961    |
| Giovanni Oreste Villa      | Giuseppe Biancani      | PCI   | Cuneo     | Decesso               | 24.07.1961      | 28.09.1961    |
| Francesco Musotto          | Natale Di Piazza       | PSI   | Palermo   | Decesso               | 04.08.1961      | 28.09.1961    |
| Michele Troisi             | Maria Miccolis         | DC    | Bari      | Decesso               | 26.10.1961      | 28.10.1961    |
| Guido Faletra              | Luigi Di Mauro         | PCI   | Palermo   | Decesso               | 13.03.1962      | 23.03.1962    |
| Antonio Maxia              | Gesumino Mastino       | DC    | Cagliari  | Decesso               | 15.04.1962      | 30.04.1962    |
| Antonio Segni              | Francesco Murgia       | DC    | Cagliari  | Dimissioni            | 05.05.1962      | 16.05.1962    |
| Luigi Di Mauro             | Alessandro Ferretti    | PCI   | Palermo   | Dimissioni            | 24.05.1962      | 29.05.1962    |
| Umberto Sannicolò          | Giuseppe Golinelli     | PCI   | Venezia   | Decesso               | 15.06.1962      | 19.06.1962    |
| Dino Penazzato             | Giuseppe Sales         | DC    | Roma      | Decesso               | 15.06.1962      | 19.06.1962    |
| Anselmo Pucci              | Mario Bardelli         | PCI   | Pisa      | Decadenza dal mandato | 14.02.1963      | 14.02.1963    |
| Silvano Montanari          | Natale Vasco Jacoponi  | PCI   | Mantova   | Decadenza dal mandato | 14.02.1963      | 14.02.1963    |
| Fernando Tambroni Armaroli | -                      | DC    | Ancona    | Decesso               | 18.02.1963      | -             |
| Natale Vasco Jacoponi      | -                      | PCI   | Mantova   | Decesso               | 26.03.1963      | -             |
| Carmine De Martino         | -                      | DC    | Benevento | Decesso               | 29.03.1963      | -             |

### Modifiche intervenute nella composizione dei gruppi

#### Gruppo democratico cristiano
- In data 22.02.1961 lascia il gruppo Luigi Durand de la Penne, che aderisce al gruppo misto.
- In data 24.01.1962 aderisce al gruppo Stefano Cavaliere, proveniente dal gruppo misto.
- In data 02.03.1962 aderisce al gruppo Salvatore Barberi, proveniente dal gruppo misto.
- In data 12.04.1962 aderiscono al gruppo Nicola Foschini e Giuseppe Muscariello, provenienti dal gruppo misto.
- In data 12.12.1962 aderisce al gruppo Uberto Bonino, proveniente dal gruppo misto.
- In data 18.02.1963 la consistenza del gruppo diminuisce di un'unità per effetto della mancata surrogazione di Fernando Tambroni Armaroli, cessato dal mandato.
- In data 29.03.1962 la consistenza del gruppo diminuisce di un'unità per effetto della mancata surrogazione di Carmine De Martino, cessato dal mandato.

#### Gruppo comunista
- In data 06.10.1959 aderisce al gruppo Giovanni Tonetti, proveniente dal gruppo socialista.
- In data 26.03.1963 la consistenza del gruppo diminuisce di un'unità per effetto della mancata surrogazione di Natale Vasco Jacoponi, cessato dal mandato.

#### Gruppo socialista
- In data 24.07.1959 aderiscono al gruppo Orlando Lucchi, Matteo Matteotti ed Ezio Vigorelli, provenienti dal gruppo misto, nonché Corrado Bonfantini e Pasquale Schiano, provenienti dal Partito Socialista Democratico Italiano.
- In data 06.10.1959 lascia il gruppo Giovanni Tonetti, che aderisce al gruppo comunista.
- In data 05.04.1960 lascia il gruppo Corrado Bonfantini, che aderisce al gruppo misto.
- In data 25.10.1961 lascia il gruppo Angelina Merlin, che aderisce al gruppo misto.

#### Movimento Sociale Italiano
- In data 20.12.1962 aderisce al gruppo Antonio Cremisini, proveniente dal gruppo misto.

#### Partito Socialista Democratico Italiano
- In data 25.02.1959 lasciano il gruppo Matteo Matteotti ed Ezio Vigorelli, che aderiscono al gruppo misto.
- In data 11.03.1959 lascia il gruppo Orlando Lucchi, che aderisce al gruppo misto.
- In data 24.07.1959 lasciano il gruppo Corrado Bonfantini e Pasquale Schiano, che aderiscono al gruppo socialista.
- In data 30.09.1960 aderisce al gruppo Bruno Romano, proveniente dal Partito Democratico Italiano.
- In data 08.03.1962 aderisce al gruppo Franco Ferrarotti, proveniente dal gruppo misto.

#### Gruppo liberale
- In data 19.11.1958 aderisce al gruppo Odo Spadazzi, proveniente dal Partito Monarchico Popolare.
- In data 04.07.1961 aderisce al gruppo Luigi Durand de la Penne, proveniente dal gruppo misto.
- In data 10.10.1961 aderisce al gruppo Giovanni Messe, proveniente dal gruppo misto.
- In data 15.11.1961 aderisce al gruppo Roberto Cantalupo, proveniente dal gruppo misto.
- In data 24.01.1962 aderisce al gruppo Domenico Di Luzio, proveniente dal gruppo misto.
- In data 20.03.1962 aderisce al gruppo Antonio Daniele, proveniente dal gruppo misto.

#### Partito Monarchico Popolare
- In data 19.11.1958 lascia il gruppo Odo Spadazzi, che aderisce al gruppo liberale.
- In data 16.04.1959 i 13 deputati del gruppo aderiscono al Partito Democratico Italiano.

#### Partito Nazionale Monarchico
- In data 16.04.1959 gli 11 deputati del gruppo aderiscono al Partito Democratico Italiano

#### Partito Democratico Italiano
- Il gruppo si costituisce in data 16.04.1959. Ad esso aderiscono 24 deputati: 13 provenienti dal Partito Monarchico Popolare e 11 dal Partito Nazionale Monarchico.
- In data 19.06.1959 lasciano il gruppo Roberto Cantalupo, Antonio Cremisini, Cesare Degli Occhi e Roberto Lucifero d'Aprigliano, che aderiscono al gruppo misto.
- In data 05.05.1960 lascia il gruppo Giovanni Alliata di Montereale, che aderisce al gruppo misto.
- In data 05.07.1960 lascia il gruppo Salvatore Barberi, che aderisce al gruppo misto.
- In data 30.09.1960 lascia il gruppo Bruno Romano, che aderisce al Partito Socialista Democratico Italiano.
- In data 18.04.1961 lascia il gruppo Giovanni Messe, che aderisce al gruppo misto.
- In data 02.05.1961 lascia il gruppo Domenico Di Luzio, che aderisce al gruppo misto.
- In data 03.05.1961 lascia il gruppo Stefano Cavaliere, che aderisce al gruppo misto.
- In data 11.07.1961 lascia il gruppo Nicola Foschini, che aderisce al gruppo misto.
- In data 25.09.1961 lascia il gruppo Antonio Daniele, che aderisce al gruppo misto.
- In data 18.01.1962 lascia il gruppo Giuseppe Muscariello, che aderisce al gruppo misto.
- In data 12.11.1962 lascia il gruppo Uberto Bonino, che aderisce al gruppo misto.

#### Gruppo misto
- In data 25.02.1959 aderiscono al gruppo Matteo Matteotti ed Ezio Vigorelli, provenienti dal Partito Socialista Democratico Italiano.
- In data 11.03.1959 aderisce al gruppo Orlando Lucchi, proveniente dal Partito Socialista Democratico Italiano.
- In data 19.06.1959 aderiscono al gruppo Roberto Cantalupo, Antonio Cremisini, Cesare Degli Occhi e Roberto Lucifero d'Aprigliano, provenienti dal Partito Democratico Italiano.
- In data 24.07.1959 lasciano il gruppo Orlando Lucchi, Matteo Matteotti ed Ezio Vigorelli, che aderiscono al gruppo socialista.
- In data 05.04.1960 aderisce al gruppo Corrado Bonfantini, proveniente dal gruppo socialista.
- In data 05.05.1960 aderisce al gruppo Giovanni Alliata di Montereale, proveniente dal Partito Democratico Italiano.
- In data 05.07.1960 aderisce al gruppo Salvatore Barberi, proveniente dal Partito Democratico Italiano.
- In data 22.02.1961 aderisce al gruppo Luigi Durand de la Penne, proveniente dal gruppo democratico cristiano.
- In data 18.04.1961 aderisce al gruppo Giovanni Messe, proveniente dal Partito Democratico Italiano.
- In data 02.05.1961 aderisce al gruppo Domenico Di Luzio, proveniente dal Partito Democratico Italiano.
- In data 03.05.1961 aderisce al gruppo Stefano Cavaliere, proveniente dal Partito Democratico Italiano.
- In data 04.07.1961 lascia il gruppo Luigi Durand de la Penne, che aderisce al gruppo liberale.
- In data 11.07.1961 aderisce al gruppo Nicola Foschini, proveniente dal Partito Democratico Italiano.
- In data 25.09.1961 aderisce al gruppo Antonio Daniele, proveniente dal Partito Democratico Italiano.
- In data 10.10.1961 lascia il gruppo Giovanni Messe, che aderisce al gruppo liberale.
- In data 25.10.1961 aderisce al gruppo Angelina Merlin, proveniente dal gruppo socialista.
- In data 15.11.1961 lascia il gruppo Roberto Cantalupo, che aderisce al gruppo liberale.
- In data 18.01.1962 aderisce al gruppo Giuseppe Muscariello, proveniente dal Partito Democratico Italiano.
- In data 24.01.1962 lasciano il gruppo Stefano Cavaliere, che aderisce al gruppo democratico cristiano, e Domenico Di Luzio, che aderisce al gruppo liberale.
- In data 02.03.1962 lascia il gruppo Salvatore Barberi, che aderisce al gruppo democratico cristiano.
- In data 08.03.1962 lascia il gruppo Franco Ferrarotti (già subentrato a Adriano Olivetti), che aderisce al Partito Socialista Democratico Italiano.
- In data 20.03.1962 lascia il gruppo Antonio Daniele, che aderisce al gruppo liberale.
- In data 12.04.1962 lasciano il gruppo Nicola Foschini e Giuseppe Muscariello, che aderiscono al gruppo democratico cristiano.
- In data 12.11.1962 aderisce al gruppo Uberto Bonino, proveniente dal Partito Democratico Italiano.
- In data 12.12.1962 lascia il gruppo Uberto Bonino, che aderisce al gruppo democratico cristiano.
- In data 20.12.1962 lascia il gruppo Antonio Cremisini, che aderisce al Movimento Sociale Italiano.